# Anif
Anif es un municipio del distrito de Salzburg-Umgebung, en el estado de Salzburgo, Austria, con una población estimada a principio del año 2018 de 4195 habitantes. 
Se encuentra ubicada al norte del estado, cerca de la ciudad de Salzburgo —la capital del estado— y de la frontera con el estado de Alta Austria y Alemania.

## Localidades
El municipio comprende las siguientes localidades (población a 1 de enero de 2018):
- Anif (1814)
- Neu-Anif (806)
- Niederalm (1575)

## Patrimonio
- Palacio Anif